# Люк Харпер
Джон Хью́бер (англ. Jon Huber; 16 декабря 1979, Рочестер, Нью-Йорк — 26 декабря 2020, Джексонвилл, Флорида) — американский рестлер.
Получил наибольшую известность в WWE, где выступал под именем Люк Ха́рпер (англ. Luke Harper) с 2012 по 2019 год. Выступал в All Elite Wrestling (AEW) под именем Ми́стер Бро́ди Ли (англ. Mr. Brodie Lee) и являлся лидером группировки The Dark Order.
С 2003 по 2012 год Хьюбер работал под именем Броди Ли на американской независимой арене в таких промоушенах, как Chikara, Ring of Honor (ROH), Dragon Gate USA (DGUSA) и Squared Circle Wrestling (2CW), а также Dragon Gate в Японии. После подписания контракта с WWE в 2012 году он взял имя Люк Харпер и был отправлен в Florida Championship Wrestling (FCW), а затем дебютировал в NXT в качестве члена «Семьи Уайаттов». На протяжении большей части своей карьеры в WWE он был тесно связан с Брэем Уайаттом и Эриком Роуэном. «Семья Уайаттов» выиграла титул командных чемпионов NXT и титул командных чемпионов WWE SmackDown. Команда Харпера и Роуэна, также известная как The Bludgeon Brothers ещё раз выиграла титул командных чемпионов WWE SmackDown. Во время короткого выступления в качестве одиночного рестлера Харпер стал интерконтинентальным чемпионом WWE. В декабре 2019 года он покинул WWE и в марте 2020 года дебютировал в AEW под именем Мистер Броди Ли, объявив себя «Возвышенным» (ранее безымянным лидером The Dark Order) и выиграв титул чемпиона TNT AEW в августе того же года.
В конце октября 2020 года Хьюбер был госпитализирован из-за проблемы с легкими, а через два месяца, 26 декабря, скончался в возрасте 41 года. Официальной причиной смерти позже было названо редкое заболевание — идиопатический легочный фиброз.

## Карьера в рестлинге

### All Elite Wrestling (2020)
18 марта 2020 дебютировал в All Elite Wrestling в сегменте разборок между SCU и Dark Order, как повелитель последнего, под своим старым именем Броди Ли. Несколько недель после дебюта Ли оставался непобеждённым, первое поражение ему нанёс Джон Моксли на Double or Nothing в поединке за звание чемпиона мира AEW.

## Личная жизнь
В 2008 женился на Аманде, известной в мире рестлинга как Синнди Синн; в браке родились два сына Поддерживал футбольную команду «Вашингтон» и хоккейную «Торонто Мейпл Лифс».

## Смерть
Умер 26 декабря на 42 году жизни в Клинике Майо в Джэксонвилле (Флорида), где, согласно заявлению его вдовы, проходил лечение от лёгочного заболевания, не связанного с COVID-19. В подкасте AEW Unrestricted в январе 2021 года Аманда Хьюбер рассказала, что официальной причиной смерти стал идиопатический легочный фиброз — редкое заболевание, при котором легочная ткань необратимо уплотняется и становится жесткой.

## Титулы и достижения
- All Elite Wrestling
  - Чемпион TNT AEW (1 раз)
- WWE
  - Командный чемпион WWE SmackDown (2 раза, первый раз в составе The Wyatt Family, второй — совместно с Эриком Роуэном)
  - Командный чемпион NXT (1 раз, с Эриком Роуэном)
  - Интерконтинентальный чемпион WWE (1 раз)[23]
- Pro Wrestling Illustrated
  - PWI ставит его на 34 место в списке 500 лучших рестлеров 2014 года[24]
- Jersey All Pro Wrestling
  - Чемпион мира в тяжёлом весе JAPW (1 раз)[25]
  - Чемпион Нью-Джерси JAPW (1 раз)[26]
  - Командный чемпион JAPW (1 раз, с Некро Батчером)[27]
- World of hurt Wrestling
  - Чемпион Соединённых штатов WOHW (3 раза)[28]
- NWA Empire
  - Чемпион мира в тяжёлом весе NWA Empire (1 раз)[29]
- Next Era Wrestling
  - Чемпион мира в тяжёлом весе NEW (1 раз)[30]